# Bühnenwerk
Ein Bühnenwerk, auch Bühnenstück oder Theaterstück genannt, ist eine Dichtung, die auf der Bühne zur Aufführung gebracht wird. Als Drama unterscheidet es sich vom Epos (bzw. in modernerer Zeit vom Roman) und von der Lyrik. Ebenso unterscheidet es sich von weniger textbasierten Darbietungen wie der Stegreifkomödie, für die höchstens Szenarien schriftlich fixiert werden müssen, oder moderneren Formen wie Unsichtbares Theater oder Performance (Kunst).
Zu den Bühnenwerken gehören das Schauspiel (Tragödie, Komödie, Melodram, Posse), das Musiktheater (Oper, Operette, Musical) und das Ballett oder Tanztheater. 
Die Schöpfer von Bühnenwerken sind die Bühnenautoren für die literarische Grundlage, unter Umständen auch die Dramaturgen sowie die Komponisten und die Librettisten für das Musiktheater. In den letzten Jahrzehnten sind Regisseure und Choreografen zunehmend auch als Autoren tätig.
An der Inszenierung von Bühnenwerken sind eine Vielzahl von Mitwirkenden beteiligt, die keine Urheberrechte am Bühnenwerk, aber Leistungsschutzrechte für sich beanspruchen können: Regisseur, Choreograf, Schauspieler, Sänger, Tänzer, Musiker, Bühnenbildner, Kostümbildner, Maskenbildner, Requisiteur, Inspizient, Tontechniker, Lichtgestalter und andere.